# Ближняя дача
«Бли́жняя да́ча» (также Ку́нцевская да́ча) — правительственная резиденция, в настоящее время расположенная в черте города Москвы, в районе «Фили-Давыдково». Известна прежде всего как место постоянного проживания И. В. Сталина после смерти его жены, а также место его смерти 5 марта 1953 года.

## Местоположение
«Ближняя дача» Сталина располагалась недалеко от села Волынское вблизи бывшего города Кунцево. «Ближней» дача стала именоваться по сравнению с прошлой дачей Сталина, располагавшейся в Успенском.
С 1960 года эта территория — в составе Москвы. Ближняя дача ныне расположена в районе «Фили-Давыдково», недалеко от Парка победы на Поклонной горе на участке, ограниченном улицами Староволынской, Давыдковской и Староможайским шоссе. Адрес объекта: Староволынская улица, дом 2, строения 2 и 2А
Дача со всех сторон окружена лесом и металлическим забором; само строение невозможно увидеть с улицы.

## История
Здание было построено в 1933—1934 гг. по проекту архитектора М. И. Мержанова. Позже оно многократно достраивалось и переделывалось в соответствии со вкусами Сталина; в 1943 (по воспоминаниям Светланы Аллилуевой, в 1948) к изначально одноэтажному зданию был надстроен второй этаж. Проектировщики перепланировок неизвестны, однако возможно, что они производились по проектам самого Мержанова. В 1949 году на ближней даче проживал Мао Цзэдун, который был единственным иностранцем, жившим на ближней даче.
Сталин любил ближнюю дачу, предпочитая её другим своим подмосковным резиденциям. Во время войны и в послевоенный период он жил там почти постоянно. На ближней даче И. В. Сталин умер 5 марта 1953 года.
После смерти Сталина дачу в Кунцеве планировалось превратить в дом-музей Сталина, однако после XXII съезда КПСС от этих планов отказались.
Несмотря на то, что ближняя дача ассоциируется в основном с именем Сталина, по некоторым сведениям[кто?], на ней иногда бывали Брежнев, Горбачёв и Ельцин.
Государственная дача в Кунцеве до настоящего времени является режимным, охраняемым ФСО объектом (объект ФСО «Волынское»). Экскурсии на дачу не проводятся.

## Устройство
«Ближняя дача» представляет собой двухэтажное строение. Имеет несколько веранд. На первом этаже находится 7 комнат. Известно, что Сталин мало использовал помещения дачи. Практически всё время он проводил в своём кабинете, в котором имелось несколько диванов для отдыха (на них он спал, в том числе и ночью). Для подъёма на второй этаж был устроен лифт. Известно, что Сталин не показывался на втором этаже практически никогда, хотя он и был надстроен по его указанию.

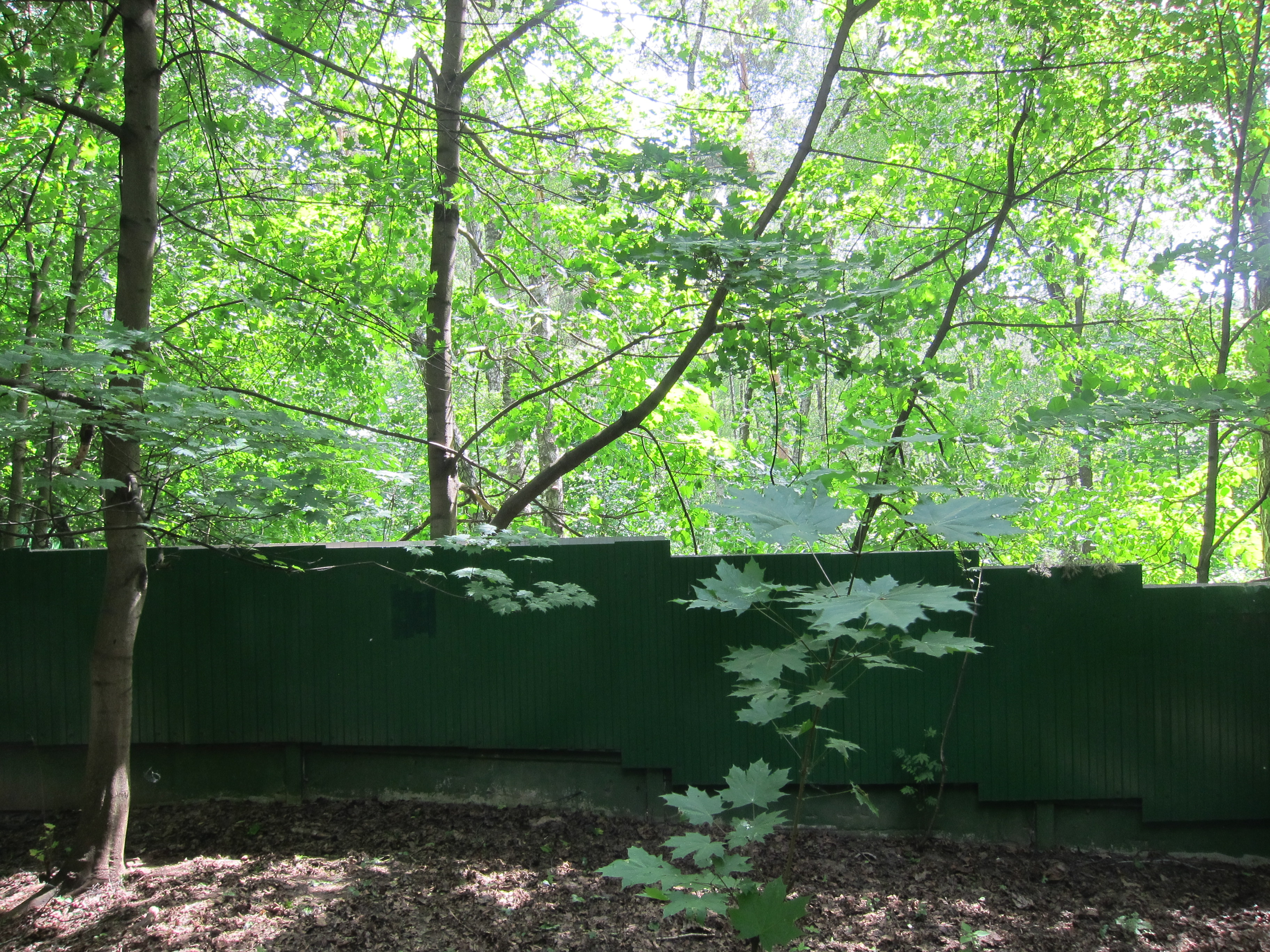
Забор дачи.

Данные о роскошности интерьеров дачи разнятся — одни источники говорят об их пышности, другие — о почти спартанской атмосфере, не смотря на то, что фотографии интерьеров находятся в общем доступе. . Известно, что пол кабинета был застлан паркетом, а на окнах висели короткие шторы (не закрывающие радиатор отопления). По одной версии, шторы укорочены для лучшего прогрева помещений, по другой — из-за мнительности Сталина (чтобы потенциальные злоумышленники не могли спрятаться за шторами). Оригинальные сталинские интерьеры сохранены в полном объёме, вся мебель оригинальная. Как вспоминала Светлана Аллилуева, в доме находились камин, книжные шкафы, рояль.
Что было приятно в этом доме, это его чудесные террасы со всех сторон, и чудный сад. С весны до осени отец проводил дни на этих террасах. Одна была застеклена со всех сторон, две -- открытые, с крышей и без крыши. Особенно он любил в последние годы маленькую западную терраску, где видны были последние лучи заходящего солнца. Она выходила в сад; сюда же в сад, прямо в цветущие вишни, выходила и застекленная веранда, пристроенная в последние годы...
...повсюду в саду, в лесу  (тоже прибранном, выкошенном, как в лесопарке) там и сям были разные беседки, с крышей, без  крыши, а то просто дощатый настил на земле и на нём столик, плетёная лежанка, шезлонг, -- отец всё бродил по саду и, казалось, искал себе уютного, спокойного  места....Светлана Аллилуева, «Двадцать писем к другу», 1967

## Бункер
Почти во всех публикациях о «ближней даче» упоминается о бункере-бомбоубежище, расположенном под ней. Его наличие косвенно подтверждается достоверными сведениями о том, что Сталин жил на «ближней» в годы войны, когда город бомбила немецкая авиация.
В 2008 году бункер под ближней дачей был показан в программе «Искатели: семь бункеров Сталина»; сообщалось, что бункер находится на глубине 20 м, по конструкции похож на бункер Сталина в Самаре, но меньше по размерам. Встречаются ничем не подтверждённые утверждения о станции Метро-2 под дачей и об автомобильном тоннеле от Кремля до Кунцева.